# Periparus
Periparus és un gènere d'ocells de la família dels pàrids (Paridae ).

## Taxonomia
Segons la Classificació del Congrés Ornitològic Internacional (versió 11.1, 2021) aquest gènere està format per tres espècies:

- Periparus rufonuchalis - mallerenga pitnegra.
- Periparus rubidiventris - mallerenga cul-rogenca.
- Periparus ater - mallerenga petita.